# Buhl (Idaho)
Buhl – miasto w Stanach Zjednoczonych, w stanie Idaho, w hrabstwie Twin Falls.